# Quand l'amour devient sensualité
Pour plus de détails, voir Fiche technique et Distribution.
Quand l'amour devient sensualité (Quando l'amore è sensualità), est un film érotique italien réalisé par Vittorio De Sisti et sorti en 1973.

## Synopsis
La comtesse Giulia Sanfelice, afin de restaurer la fortune familiale, donne sa fille Erminia en mariage à Antonio, qui s'est enrichi dans le commerce de la viande. Erminia est aussi sensible, inexpérimentée et inhibée, victime d'une mère à la sensualité frustrée, qu'Antonio est sanguin et extraverti. Incapable de consommer le mariage avec Erminia, il trouve du réconfort auprès d'autres femmes. Entre-temps, Erminia s'enfuit de Parme et rejoint sa sœur Angela à Plaisance, une fille désinhibée aux nombreux amis. Elle parvient presque à impliquer Erminia dans ses aventures amoureuses. En l'absence de sa fille, la comtesse Giulia, subjuguée par la vitalité débordante d'Antonio, devient sa maîtresse. De retour chez elle, Erminia surprend sa mère sortant de la chambre d'Antonio, elle se déshabille devant elle et s'offre à son mari tandis que Giulia, dépitée, s'effondre en pleurant dans le couloir.

## Fiche technique
- Titre français : Quand l'amour devient sensualité ou Sensualita[1]
- Titre original italien : Quando l'amore è sensualità ou Una ragazza di paese[2]
- Réalisateur : Vittorio De Sisti
- Scénario : Vittorio De Sisti, Luigi Russo
- Photographie : Aldo De Robertis
- Montage : Angelo Curi
- Musique : Ennio Morricone
- Décors : Gisella Longo
- Maquillage : Franco Schioppa
- Production : Enzo Doria, Nino Segurini, Claudio Grassetti
- Société de production : Torino Roma Attivita Cinematografiche
- Pays de production :  Italie
- Langue de tournage : Italien
- Format : Couleur - 1,85:1 - Son mono - 35 mm
- Durée : 90 minutes (1 h 30)
- Genre : Film érotique
- Dates de sortie :
  - Italie : 13 juin 1973

## Distribution
- Agostina Belli : Erminia
- Gianni Macchia : Antonio
- Ewa Aulin : Angela
- Françoise Prévost : Giulia Sanfelice
- Femi Benussi : Angela
- Umberto Raho : Don Claudio
- Giovanni Rosselli
- Monica Monet
- Rina Franchetti : Marta, la servante
- Rossella Bergamonti :
- Nello Riviè : Francesco